# Большая Половинная
Большая Полови́нная (также просто Полови́нная) — река в Иркутской области России, впадает в озеро Байкал.

## Название
Своё название река Большая Половинная получила в связи с тем фактом, что её устье делит расстояние между станцией Култук Кругобайкальской железной дороги (КБЖД) и истоком Ангары у станции Байкал КБЖД ровно наполовину.
От реки получили своё название расположенный в её устье посёлок Половинная, а также мыс Половинный, находящийся к юго-востоку от устья реки, и пробитый через мыс тоннель Половинный (тоннель № 12 КБЖД).

## География
Длина — 44 км, площадь водосборного бассейна — 360 км². Среднегодовой расход воды в 1,1 км от устья составляет 2,68 м³/с. Скорость течения — 14 м/с.
Протекает по территории Прибайкальского национального парка в границах Иркутского и Слюдянского районов. В устье — посёлок Половинная и пересечение с линией Кругобайкальской железной дороги в районе платформы «110 километр». Впадает в южную часть озера Байкал, в бухту Половинную, к западу от мыса Половинный.
| Средний расход воды (м³/с) реки Большой Половинной по месяцам с 1941 по 1999 гг. (замеры производились на гидрологическом посту в 1,1 км от устья) |

## Данные водного реестра
По данным государственного водного реестра России и геоинформационной системы водохозяйственного районирования территории РФ, подготовленной Федеральным агентством водных ресурсов:
- Бассейновый округ — Ангаро-Байкальский
- Речной бассейн — бассейны малых и средних притоков южной части озера Байкал
- Водохозяйственный участок — бассейны рек южной части озера Байкал в междуречье рек Селенги и Ангары

## Притоки
(расстояние от устья)
- 10 км: река Слюдянка (пр)
- 12 км: река Ключ Потайной (пр)
- 18 км: река Малая Половинная (лв)